# Championnats panaméricains de cyclisme sur route de 2015
Navigation
Championnats panaméricains 2014 Championnats panaméricains 2016
Les Championnats panaméricains de cyclisme sur route sont les championnats continentaux annuels de cyclisme sur route pour les pays membres de la Confédération panaméricaine de cyclisme. Ils sont organisés conjointement par la COPACI et la fédération mexicaine de cyclisme, avec l'appui de la Commission nationale de culture physique et sportive.
Les championnats se déroulent du 6 mai au 11 mai 2015, à León au Mexique. La course en ligne masculine des espoirs fait partie de l'UCI Coupe des Nations U23 2015.

## Podiums
| Épreuves                                | Or                | Argent                      | Bronze                      |
| --------------------------------------- | ----------------- | --------------------------- | --------------------------- |
| Compétitions masculines élite           |                   |                             |                             |
| Course en ligne                         | Byron Guamá       | Josué González              | Juan Pablo Magallanes       |
| Contre-la-montre                        | Carlos Oyarzún    | Manuel Rodas                | Alejandro Durán             |
| Compétitions masculines moins de 23 ans |                   |                             |                             |
| Course en ligne                         | Jhonatan Restrepo | José Luis Rodríguez Aguilar | Lucas Gaday                 |
| Contre-la-montre                        | Ignacio Prado     | Sebastián Trillini          | José Luis Rodríguez Aguilar |
| Compétitions féminines                  |                   |                             |                             |
| Course en ligne                         | Marlies Mejías    | Coryn Rivera                | Yumari González             |
| Contre-la-montre                        | Carmen Small      | Tara Whitten                | Clemilda Fernandes          |

## Tableau des médailles
| Rang  | Nation     | Or | Argent | Bronze | Total |
| ----- | ---------- | -- | ------ | ------ | ----- |
| 1     | Chili      | 1  | 1      | 1      | 3     |
| 2     | États-Unis | 1  | 1      | 0      | 2     |
| 3     | Cuba       | 1  | 0      | 1      | 2     |
| 3     | Mexique    | 1  | 0      | 1      | 2     |
| 5     | Colombie   | 1  | 0      | 0      | 1     |
| 5     | Équateur   | 1  | 0      | 0      | 1     |
| 7     | Argentine  | 0  | 1      | 2      | 3     |
| 8     | Canada     | 0  | 1      | 0      | 1     |
| 8     | Costa Rica | 0  | 1      | 0      | 1     |
| 8     | Guatemala  | 0  | 1      | 0      | 1     |
| 11    | Brésil     | 0  | 0      | 1      | 1     |
| Total | Total      | 6  | 6      | 6      | 18    |